# عزله قهراء (روستا)
قهراء  به عربی ( عزلة الَقهراء )، روستایی است در دهستان 
```
بَنی مطر
  از توابع استان   
استان صَنعاء
   در کشور 
یمن
 در 
شبه جزیره عربستان
.
```

## جمعیت
جمعیت آن (۶۰ ) نفر (۵ خانوار) می‌باشد.